# Glen Hansard
Glen Hansard (Dublino, 21 aprile 1970) è un cantautore, chitarrista e attore irlandese, voce e chitarra del gruppo rock The Frames, componente con Markéta Irglová del duo The Swell Season vincitore del premio Oscar 2008 per la miglior canzone originale, Falling Slowly’', tratta dal film Once.

## Carriera
Hansard lascia la scuola all'età di 13 anni per cominciare a suonare in giro per le strade di Dublino. Viene conosciuto dal grande pubblico per la sua interpretazione del chitarrista Outspan Foster nel film di Alan Parker The Commitments.
Nel 1990 forma il suo primo gruppo, The Frames con cui pubblica il primo album nel 1991. Nel 2003 presenta il programma Other Voices: Songs from a Room, che si propone come trampolino di lancio per i giovani talenti musicali irlandesi.
Il 21 aprile 2006 pubblica il primo lavoro del duo, The Swell Season, formato con la cantante e musicista ceca Markéta Irglová con la collaborazione della violinista finlandese Marja Tuhkanen e del violoncellista francese Bertrand Galen. Hansard passa anche parte del 2006 davanti alla macchina da presa, nei panni di un cantante di strada nel film Once (Una volta), in cui recita anche la stessa Irglová. Durante le riprese nasce una relazione sentimentale fra i due protagonisti: "Mi ero innamorato di lei molto tempo prima, ma continuavo a ripetermi che era solo una bambina". Una delle canzoni scritte dai due musicisti per il film, Falling Slowly, ha vinto nel febbraio 2008 un Oscar nella categoria Miglior Canzone. Nel 2007 Hansard e Irglová registrano una versione di You Ain't Goin' Nowhere (Bob Dylan) per il film Io non sono qui.

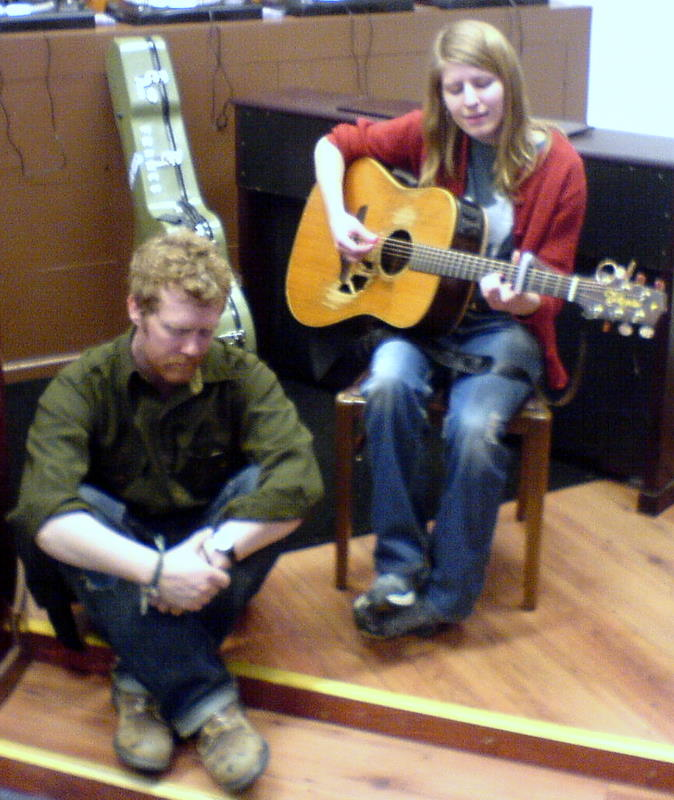
Glen Hansard e Markéta Irglová (The Swell Season) durante uno spettacolo a Derry, Irlanda nell'aprile 2006

Al di là dei suoi progetti con i Frames e Irglová, Hansard ha suonato per l'Oxfam, collaborando all'album di beneficenza del 2006 The Cake Sale. Inoltre ha registrato alcune cover, sia da solo sia con il violinista Colm Mac Con Iomaire, per il disco della Today FM Even Better than the Real Thing: in particolare si tratta di Cry Me a River (Justin Timberlake) e Everytime (Britney Spears).
Ha partecipato come guest star a una puntata de I Simpson.
Nel 2012 è uscito il suo primo disco solista, intitolato Rhythm and Repose, che ha riscosso un discreto successo e che gli ha permesso di girare il mondo con un lungo tour. A settembre 2015 viene pubblicato il secondo album, Didn't He Ramble, che conferma l'ottima qualità della sua scrittura con brani come Winning Streak e Grace beneath the Pines.
Il 7 novembre 2018 ha partecipato al concerto tributo per il settantacinquesimo compleanno di Joni Mitchell,  Joni 75: A Birthday Celebration, interpretando egregiamente Coyote, brano originariamente pubblicato da Joni Mitchell nell'album Hejira del 1976.  Dal concerto è stato ricavato un doppio album, pubblicato l'8 marzo 2019 dalla Decca Records, che include l'esibizione di Glen Hansard.

## Discografia solista

### Album in studio
- 2012 - Rhythm and Repose (ANTI-)
- 2015 - Didn't He Ramble (ANTI-)
- 2018 - Between Two Shores (ANTI-)
- 2019 - This Wild Willing
- 2023 - All That Was East Is West of Me Now

### Singoli ed EP
- 2013 - Drive All Night
- 2015 - It Was Triumph We Once Proposed...Songs of Jason Molina EP
- 2015 - Lowly Deserter (Sky Stone & Records)[3]
- 2015 - Winning Streak
- 2016 - A Season on the Line EP

## Filmografia
- The Commitments, regia di Alan Parker (1991)
- Once (Una volta) (Once), regia di John Carney (2006)
- Parenthood, regia di Peter Krause (2011)
- Parenthood, regia di Adam Davidson (2014)
- The Last Man on Earth, regia di John Solomon (2016)
- Cyrano, regia di Joe Wright (2021)

## Doppiatori italiani
- Oreste Baldini in The Commitments
- Riccardo Rossi in Once (Una volta)